# Trichobius major
Trichobius major är en tvåvingeart som beskrevs av Daniel William Coquillett 1899. Trichobius major ingår i släktet Trichobius och familjen lusflugor. Inga underarter finns listade i Catalogue of Life.